# Kanadukattan
Kanadukattan är en ort i Indien.   Den ligger i distriktet Sivaganga och delstaten Tamil Nadu, i den södra delen av landet, 2 100 km söder om huvudstaden New Delhi. Kanadukattan ligger 107 meter över havet och antalet invånare är 4 813.
Terrängen runt Kanadukattan är platt, och sluttar österut. Runt Kanadukattan är det tätbefolkat, med 343 invånare per kvadratkilometer. Närmaste större samhälle är Kāraikkudi, 11,8 km söder om Kanadukattan. Omgivningarna runt Kanadukattan är en mosaik av jordbruksmark och naturlig växtlighet.